# TVA Televisión Alternativa
TVA Televisão Alternativa, cujo indicativo de sinal é XEJ-TDT2 é uma estação de televisão local em Cidade Juárez, Chihuahua. Transmite-se em alta definição no canal 5.2, ao comando de sua proprietária Televisión de La Frontera. É o primeiro canal de televisão que não é propriedade do Grupo Televisa nem da TV Azteca. Só transmite vídeos de música pop, reggaetón, bachata e electrónica as 24 horas.
No site XEJ-TV, não inclui links para a TVA Televisión Alternativa e, localmente, é concorrente do canal 44 Alternativo do Grupo Intermediário, também sediado em Ciudad Juárez.

## História
O canal surgiu em 1 de julho de 2012 pela tarde ou noite. A ideia que a Televisión de la Frontera foi que se transmitisse em HD 1080i no canal 5.2 (o formato HD 1080i era contemplado ao princípio para a programação HD de XEJ-TV no 5.1, o qual foi mudado).